# Cercospora italica
Cercospora italica är en svampart som beskrevs av Curzi 1932. Cercospora italica ingår i släktet Cercospora och familjen Mycosphaerellaceae.   Inga underarter finns listade i Catalogue of Life.